# Fàbrica dels Nois Boixons
La Fábrica, Vapor dels Nois Buxó era una fàbrica de Rentadors de Llana que hi ha al rodal de Sabadell. Es troba al carrer de la Fàbrica dels Nois Buxó, 1, a la dreta del riu Ripoll, al costat del Molí d'en Fontanet i molt a prop de l'horta Major o horta Vella. La van fer construir al darrer quart del segle XIX quatre germans: Jaume, Joaquim, Joan i Francesc Buxó, fills de l'industrial tintorer i alcalde de Sabadell Josep Buxó i Valls.

## Descripció
La peça més singular de l'edifici és la nau de l'oest, a l'esquena del riu, construïda en formigó armat pel Constructor Ramón Casamada i controlada per l'arquitecte municipal Josep Renom el 1918, de murs cecs i ventilada per dalt. La torre cilíndrica de la façana sud, les oficines i el pati immediat són d'aquell mateix projecte. Les obres d'ampliació pel Constructor Ramón Casamadade, amb un despatx de planta circular, donaren un nou caràcter a les instal·lacions.
L'edificació original, aproximadament del 1886, constava de dues naus a banda i banda d'un pati central, amb la màquina de vapor al fons. Se’n conserva el cos de planta i pis amb balconeres d'arc de mig punt, de aproximadament del 1976, a la banda del riu, que tancava el pati en façana. Les transformacions successives van mantenir sempre el caràcter de cos compacte que les últimes construccions porten fins a l'extrem.

## Història
Josep Buxó i Valls va instal·lar una indústria al carrer de Gurrea cantonada amb el de Sant Oleguer, que va ampliar considerablement el 1859. El 1895 es feu càrrec de l'alcaldia. Quatre dels seus fills, Jaume, Joaquim, Joan i Francesc continuaren el negoci familiar i es traslladaren a la vora del riu Ripoll, on construïren el seu propi vapor, conegut popularment com el Vapor dels Nois Buxó, pel fet de ser de quatre germans joves.